# Bydgoszcz
Bydgoszcz (phát âm tiếng Ba Lan: [ˈbɨdɡɔʂt͡ʂ] ⓘ, tiếng Đức: Bromberg [ˈbʁɔmbɛɐ̯k], tiếng Latinh: Bydgostia) là một thành phố ở miền bắc Ba Lan, nằm cạnh sông Brda và Vistula. Với dân số 358.614 (tháng 7 năm 2014), và vùng đô thị 470.000 dân, Bydgoszcz là thành phố đông dân thứ tám Ba Lan. Đây là nơi đặt trụ sở hạt Bydgoszcz và là đồng thủ phủ, với Toruń, của tỉnh Kujawsko-Pomorskie từ năm 1999. Trước đó, nó là thủ phủ của tỉnh Bydgoszcz (1947-1998) và trước đó nữa, của tỉnh Pomorskie cũ (1945-1947).
Thành phố là một phần của vùng đô thị phức hợp Bydgoszcz-Toruń, tới tổng cộng 850.000 dân. Bydgoszcz là nơi đặt đại học Kazimierz Wielki, đại học Kỹ thuật và Khoa học Đời sống, cũng như đại học Nicolaus Copernicus tại Toruń. Ở đây cũng có sân bay Bydgoszcz.
Bydgoszcz là một thành phố đa dạng về kiến trúc, với phong cách từ tân gothic, tân baroque, tân cổ điển, hiện đại đến Art Nouveau, khiến nó có biệt danh Tiểu Berlin.